# 오이장아찌
오이장아찌는 오이로 담근 장아찌이다.

## 같이 보기
- 오이
- 장아찌